# Кога (Фукуока)
Кога (яп. 古賀市 кога-си) — город в Японии.

## Общие сведения
Площадь города составляет 42,11 км². Численность населения — 57 298 человек (на февраль 2007 года). Плотность населения — 1,361 чел./км². Статус города получил 1 октября 1997 года.

## География

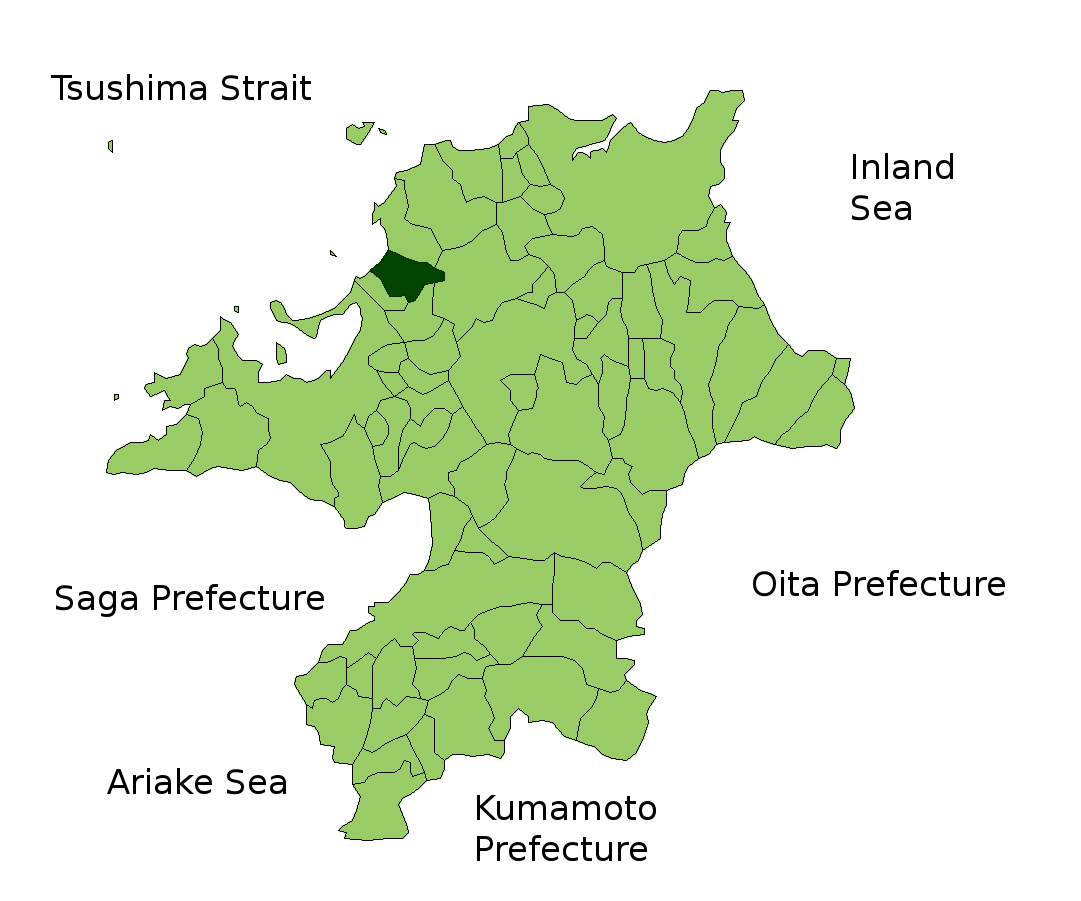
Кога на карте префектуры Фукуока

Город Кога расположен на острове Кюсю, в префектуре Фукуока, к северо-востоку от города Фукуока и к западу от города Китакюсю. Относится к региону Кюсю.
Граничит со следующими городами и общинами префектуры Фукуока: Фукуцу, Миявака, Хисаяма, Сингю.